# ニカラグアコメネズミ
ニカラグアコメネズミ（学名 Oryzomys dimidiatus、英名 Nicaraguan Oryzomys、Thomas's Rice Rat、Nicaraguan Rice Rat）は、キヌゲネズミ科コメネズミ属のネズミである。これまで3標本のみが知られており、全て1904年以降にニカラグアで採取されている。発見当初はミズコメネズミ属に分類されていたが、後にコメネズミ属の独自の亜属に分類された。しかし最終的には、同じ地域に分布するサワコメネズミやイダルゴコメネズミと近縁であることが明らかとなり、コメネズミ属の中に分類された。
頭を含む体長は110mmから128mmで、コメネズミの中では中型である。背側は灰褐色、腹側は灰色であり、イダルゴコメネズミのような淡黄色ではない。尾は上部が下部よりも若干暗い色である。これまでに採集された3個体は全て水辺で捕えられたため、ある程度の時間を水中で過ごす半水生だと考えられている。

## 分類
最初に確認された個体は、1904年にW.G. Palmerによって捕えられた。翌年、ロンドン自然史博物館のオールドフィールド・トーマスは、この個体を新種の正基準標本とし、Nectomys dimidiatusという学名を付け
て記載した。彼はこの種をミズコメネズミ属の中に分類し、この種はかなり小さいが、その他はこの属の既知の種と似ているとコメントした。本種はそれから数十年にわたってミズコメネズミ属に分類され続けた。1944年のフィリップ・ハーシュコヴィッツによる属の総説も、やはり本種をミズコメネズミ属としていた。
ロンドンで正基準標本を調査した後、ハーシュコヴィッツは1948年にこの種をコメネズミ属に分類し直した。彼は、この種は属の中で特に際立ったものであり、独自の亜属Micronectomysを設けるべきだと記述している。J. ヘルナンデス-カマチョは、1957年にコロンビアで採集されたMicronectomys亜属の2つ目の種Oryzomys (Micronectomys) borreroiを記載している。1970年、ハーシュコヴィッツは別の論文中でニカラグアコメネズミについて言及し、1948年の論文で他の分類群から分ける明確な特徴について記載しなかったため、自身が創設したMicronectomys亜属は、裸名になっていたことを認めている。それにも関わらず、彼は状況を正すことをせず、Micronectomys亜属は裸名のまま残った。ハーシュコヴィッツも、ニカラグアコメネズミの幼体の外見はミズコメネズミ属に似ているものの、その他はサワコメネズミに似ていると記述している。彼は、O.borreroiはコメネズミ属であると認めたが、これがニカラグアコメネズミと近縁関係にあるとは考えていなかった。6年後、アルフレッド・ガードナーとジェームズ・パットソンはO.borreroiをトウマウス属に分類することを提案し、この属に関する1991年の総説で、ロバート・ボスは、この種はZygodontomys brunneusと同一であるとした。
第2の標本は1966年に採取されたもので、1971年にHugh GenowaysとKnox Jonesによって発表された。彼らは、このはサワコメネズミに似ていると指摘している。後の研究者は、ニカラグアコメネズミとサワコメネズミ、そしてイダルゴコメネズミなどの種が近縁であるという説を支持している。Fiona Reidは1977年に3つ目の標本が採取されたと報告している。2006年、Marcelo Wekslerらは、以前コメネズミ属に分類されていた多くの種を、タイプ種のサワコメネズミと近縁でないということで移動させたが、ニカラグアコメネズミはそのままコメネズミ属に残された。
ニカラグアコメネズミは、現在はコメネズミ属の8つの種のうちの1つとされている。イダルゴコメネズミ節は、中央アメリカに広く分布するイダルゴコメネズミと周辺のより狭い地域に住む6種からなるが、ニカラグアコメネズミは、この節に追加されている。イダルゴコメネズミは、ニカラグア南部で、ニカラグアコメネズミとともに生息する。イダルゴコメネズミ節の体系学は多くの面が分かっておらず、現在の分類はこのグループの真の多様性を過小評価している可能性がある。コメネズミ属は、百以上に及ぶアメリカのネズミを含むコメネズミ族に分類され、さらに上位では、主に小型のネズミを含むキヌゲネズミ科のアメリカネズミ亜科に属する。

## 概要

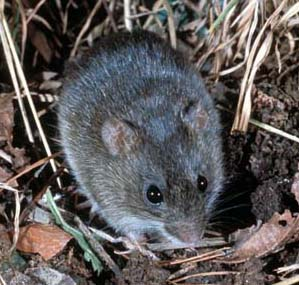
サワコメネズミは、ニカラグアコメネズミと似ている

ニカラグアコメネズミは、イダルゴコメネズミよりも小さい中型のコメネズミで、厚い光沢のある毛皮と柔らかい下毛を持つ。背中の毛は、約6mmの長さである。背側は灰褐色で、暗い毛が混じり、側面に向かって黄色い毛が混じるイダルゴコメネズミよりも暗い色に見える。Thomasによると、後脚の側面から内側に微かな淡黄色の毛のラインがある。腹側は灰色である。鼻は短く、毛の生えた耳は一部が毛皮に隠れる。手や足は、灰色がかった白色か茶色で、イダルゴコメネズミのような白色ではない。後足には、指の間に水かきがあるが、長い爪房や肉球は欠く。尾は、頭と胴と同じくらいの長さで、1cmあたり約15の輪がある。上部が下部よりもわずかに暗い色であるが、色の違いはイダルゴコメネズミ程はっきりしていない。
ミズコメネズミ属の種と比べて、頭蓋骨は軽く、細い鼻と幅広で丸い脳頭蓋を持つ。頬骨板は広い。切歯孔は、第一大臼歯の間に伸びる。大臼歯歯冠は、ミズコメネズミ属の種ほど単純ではないが、第一大臼歯歯尖は2つに分かれていない。また、第一大臼歯は2つの歯根を持つ。
最初の2つの個体の計測値は、以下の通りである。体長は、125mmと118mm。尾長は115mmと110mm。後脚長は、27mmと28mm。耳長は、13mmと15mm、頭蓋骨長さは、29.8mmと29.0mmであった。1966年の個体は、46.0gで、11mmの長さの睾丸を持っていたが、1904年の個体については測定されていない。3つ目の個体を公表したReidは、体長128mm、尾長150mm、後脚長31mm、耳長19mmと報告している。

## 分布、生態、行動
ニカラグアコメネズミの全ての個体は、ニカラグア南部の南アトランティコ自治地域の低地で発見された。最初の個体は、1904年11月5日に発見された老齢の雄で、El Rama近郊のRío Escondidoで、非常に湿った赤土のバナナプランテーションで発見された。2体目は1966年7月26日に発見された若い成熟雄で、最初の個体が発見された場所から15km南のEl RecreoのRío Micoの土手の濃い草むらで、他のネズミやウサギとともに発見された。3体目はBluefieldsの川で発見された。Reidは、この種は、他のコメネズミ属と同様に、ある時期を水中で過ごす半水生であると考えている。

## 保全状況
2009年、国際自然保護連合のレッドリストは、ニカラグアコメネズミの保全状況を軽度懸念とし、分布域は現在知られているよりも大きいかもしれないと記した。個体数は多く、生息地の脅威もないと推測された。